# Can Sala de Baix (Cervelló)
Can Sala de Baix és una masia del municipi de Cervelló (Baix Llobregat) inclosa en l'Inventari del Patrimoni Arquitectònic de Catalunya.

## Descripció
És una masia situada vora un camí al sud del temple romànic de Santa Maria de Cervelló, antiga parròquia de Sant Esteve. El conjunt està format per dos cossos principals, de planta rectangular amb la coberta a dues vessants. A la part més moderna destaca una galeria. Damunt el portal principal d'arc de mig punt hi ha incís el nom: "Llorens Pujol i Pi" que fou un sacerdot que renovà la casa com a hereu dels Pujol. Annexa a l'edifici hi ha una capella dedicada a santa Maria de Cervelló. És d'estil barroc d'una sola nau amb volta de canó seguit amb llunetes. Sobre l'arc del porxo hi ha una majòlica amb una imatge de la Mare de Déu dels Dolors i la data de 1754.
El portal de la capella està decorat amb uns relleus que, segons sembla, van ser traslladats d'un altre lloc. D'estil renaixentista, és fet en pedra i té la llinda ornamentada amb uns angelets que sostenen un escut (amb el camp partit, amb una creu sobre una peanya a dalt i tres arbres a baix); a sobre hi ha un gos ajupit i medallons a banda i banda amb els retrats d'un home amb casc i llarga barba i una dama. A banda i banda de la llinda hi ha uns angelets encarats al buit de la porta i uns caps d'un home amb gorra frígia i una dona mirant l'espectador. Dins la capella hi ha un cor sobre l'entrada que és tapiat. L'altar és format per una taula de pedra sostinguda per dos capitells romànics.
Cada setembre, a l'era del davant de la masia, se celebra l'Aplec de Santa Maria de Cervelló. A més de l'aplec s'hi havien fet balls i festes dels estiuejants.

## Història
Sembla que el llinatge del topònim no apareix. Segons informació dels actuals propietaris, el nom d'origen és "Pujol", que subsistí fins al segle xix. Passà a Nin i Pujol, Dolors Pujol i Amat, i als "Amat", que porten moltes generacions en la successió de la casa.